# Cantone di Le Mans-Nord-Campagne
Il Cantone di Le Mans-Nord-Campagne era una divisione amministrativa dell'arrondissement di Le Mans.
È stato soppresso a seguito della riforma complessiva dei cantoni del 2014, che è entrata in vigore con le elezioni dipartimentali del 2015.
Comprendeva parte della città di Le Mans e i comuni di:
- Coulaines
- Neuville-sur-Sarthe
- Saint-Pavace